# Slunéčko dvanáctiskvrnné
Slunéčko dvanáctiskvrnné (Vibidia duodecimguttata) je druh brouka z čeledi slunéčkovití.

## Popis
Délka těla slunéčka dvanáctiskvrnného se pohybuje v rozmezí 3–4,2 mm. Krovky jsou oranžovohnědé s celkem 12 bílými okrouhlými skvrnami. Okolo krovek je menší lem. Pronotum je průhledné, oranžovohnědé s bílými skvrnami. Nohy a tykadla jsou žlutohnědá. Larva je bílá se žlutými pásy. Kukla je také bílá, se žlutými skvrnami.

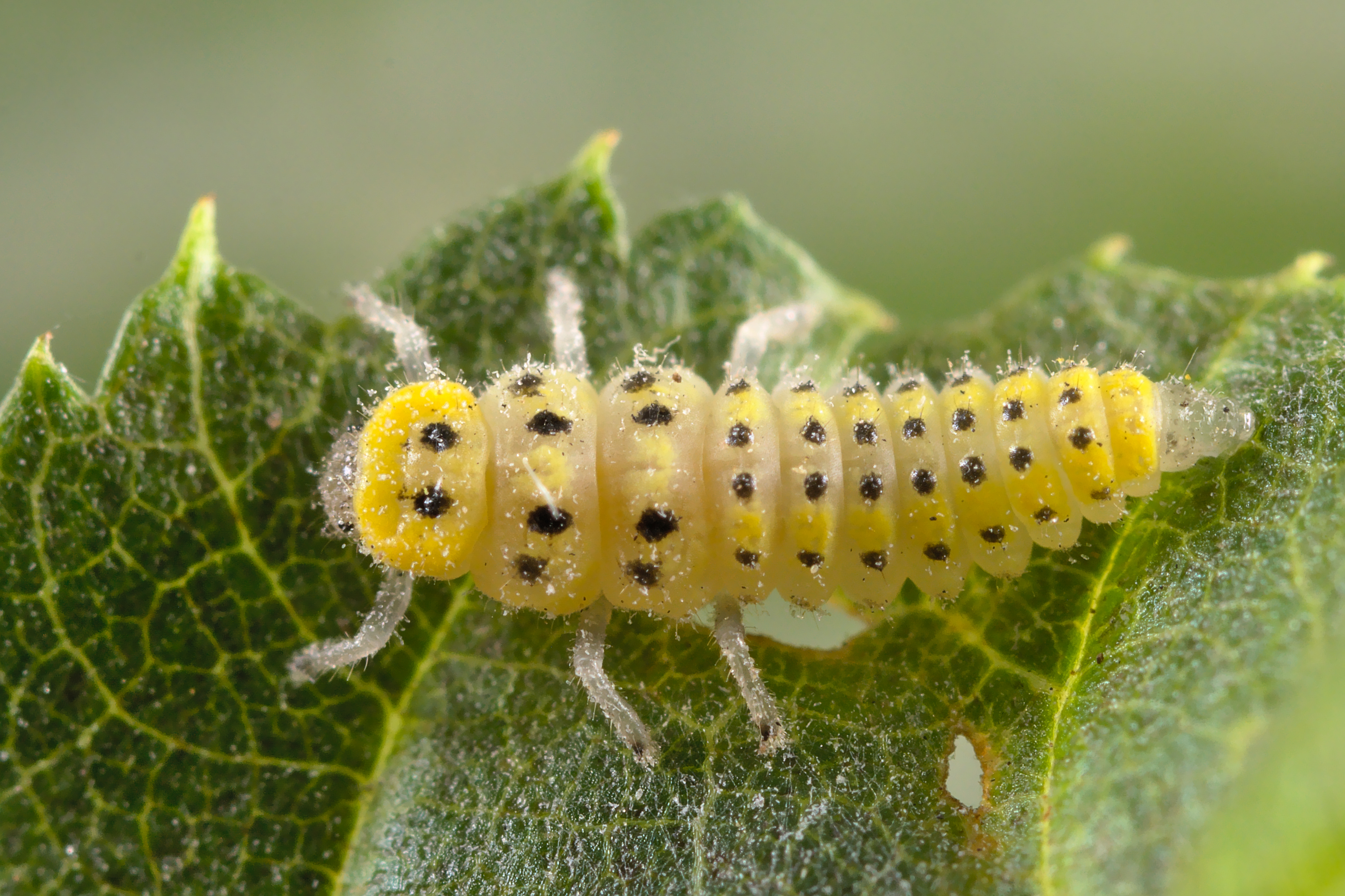
Larva
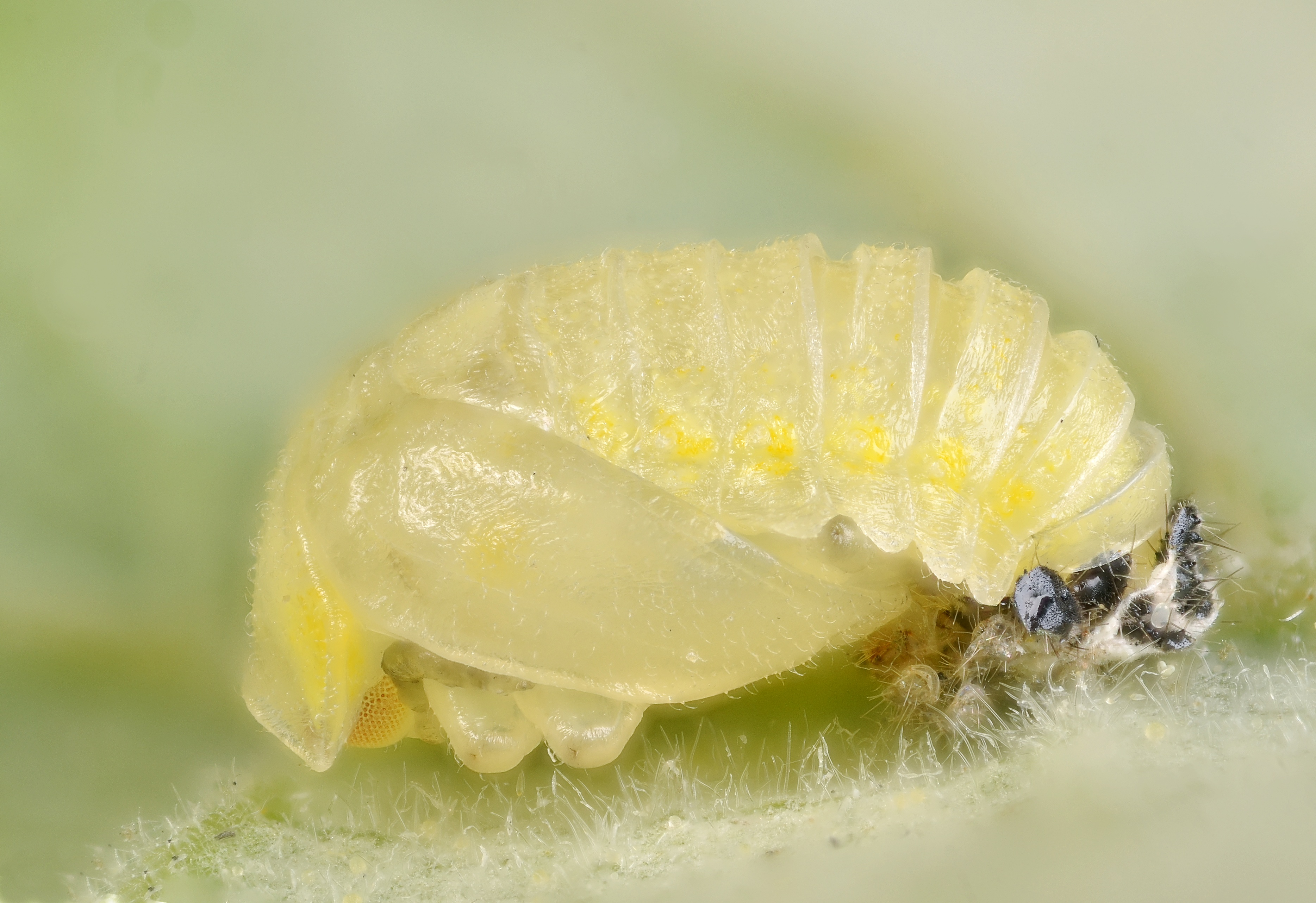
Kukla
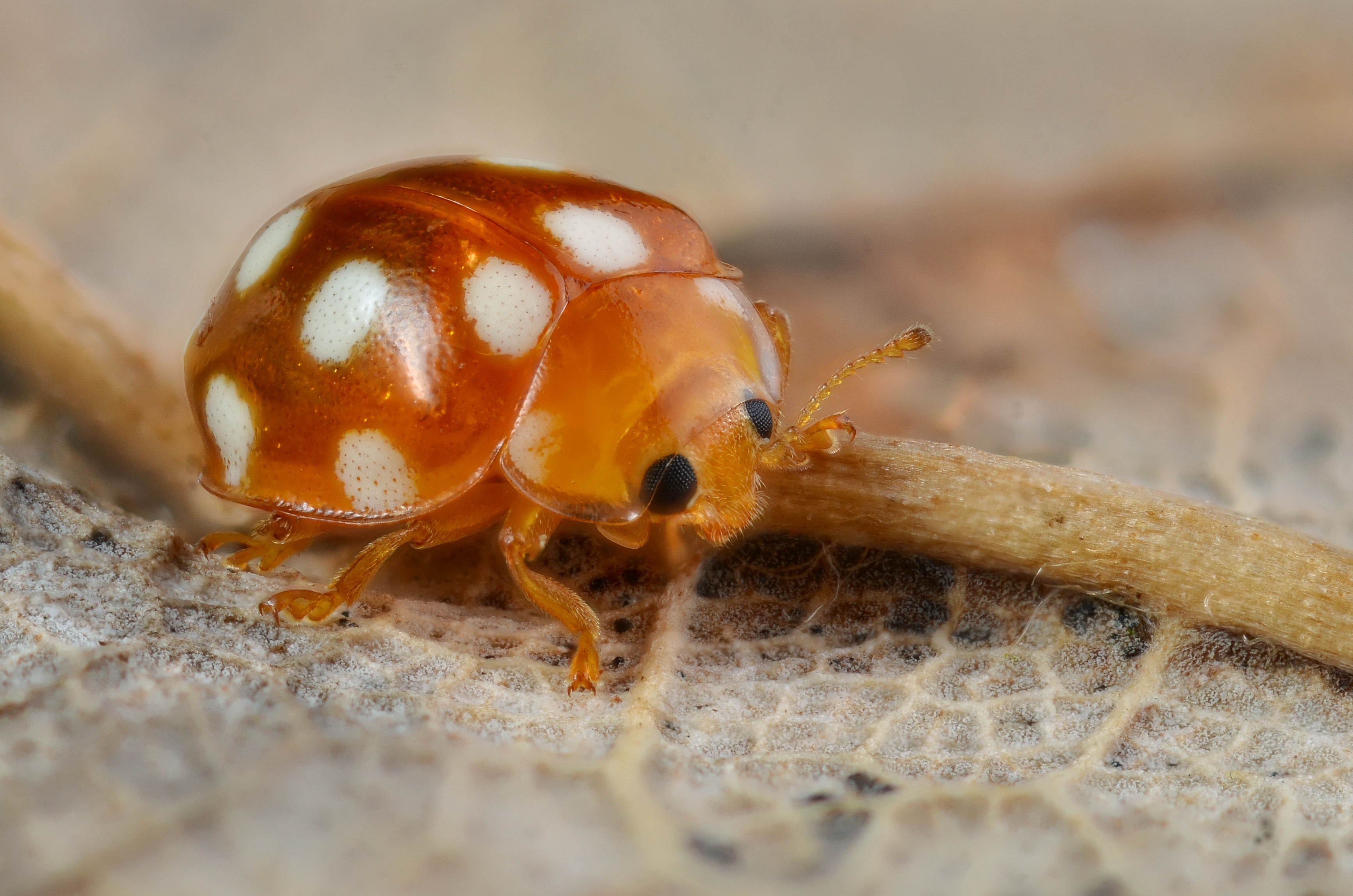
Laterální pohled na dospělce

## Rozšíření
Slunéčko dvanáctiskvrnné je palearktický a orientální druh, na jihu Evropy běžný, ve střední Evropě spíše vzácný. Preferuje listnaté stromy a keře.

## Potrava
Stejně jako další druhy z čeledi slunéčkovití se slunéčko dvanáctiskvrnné živí mšicemi, tento druh se živí také padlím.